# Wijken en buurten in Houten
De Nederlandse gemeente Houten is voor statistische doeleinden onderverdeeld in wijken en buurten. De gemeente is verdeeld in de volgende statistische wijken:
- Wijk 01 Houten (CBS-wijkcode:032101)
- Wijk 02 Tull en 't Waal (CBS-wijkcode:032102)
- Wijk 03 't Goy (CBS-wijkcode:032103)
- Wijk 04 Schalkwijk (CBS-wijkcode:032104)

Een statistische wijk kan bestaan uit meerdere buurten. Onderstaande tabel geeft de buurtindeling met kentallen volgens het Centraal Bureau voor de Statistiek (2008):
| CBS-buurtcode | Buurtnaam                             | Inwonertal | Opp. totaal (ha) | Opp. land (ha) | Ligging                |
| ------------- | ------------------------------------- | ---------- | ---------------- | -------------- | ---------------------- |
| BU03210101    | Dorp                                  | 1860       | 42               | 42             | Locatie in de gemeente |
| BU03210102    | Den Oord                              | 1020       | 22               | 21             | Locatie in de gemeente |
| BU03210103    | De Lobben                             | 1000       | 14               | 14             | Locatie in de gemeente |
| BU03210104    | De Weerwolf                           | 3390       | 50               | 50             | Locatie in de gemeente |
| BU03210105    | De Meent                              | 1330       | 23               | 23             | Locatie in de gemeente |
| BU03210106    | Tiellandt                             | 3160       | 54               | 53             | Locatie in de gemeente |
| BU03210107    | Wulven                                | 3270       | 46               | 46             | Locatie in de gemeente |
| BU03210111    | Centrum                               | 1100       | 19               | 19             | Locatie in de gemeente |
| BU03210112    | Molenzoom                             | 140        | 27               | 27             | Locatie in de gemeente |
| BU03210113    | Schonenburg                           | 2900       | 40               | 40             | Locatie in de gemeente |
| BU03210114    | Wernaar                               | 2060       | 33               | 33             | Locatie in de gemeente |
| BU03210115    | De Geer                               | 2710       | 33               | 32             | Locatie in de gemeente |
| BU03210116    | Rijsbrug                              | 1730       | 31               | 28             | Locatie in de gemeente |
| BU03210120    | Ecologische Zone                      | 10         | 74               | 74             | Locatie in de gemeente |
| BU03210121    | Leebrug                               | 2190       | 48               | 48             | Locatie in de gemeente |
| BU03210122    | De Hoon                               | 2050       | 53               | 53             | Locatie in de gemeente |
| BU03210123    | Schonauwen                            | 3360       | 51               | 51             | Locatie in de gemeente |
| BU03210131    | Castellum                             | 0          | 16               | 16             | Locatie in de gemeente |
| BU03210132    | Wisselspoor                           | 100        | 12               | 12             | Locatie in de gemeente |
| BU03210133    | Loerik                                | 3570       | 57               | 57             | Locatie in de gemeente |
| BU03210134    | Overdam                               | 2280       | 41               | 30             | Locatie in de gemeente |
| BU03210135    | Hofstad                               | 3590       | 71               | 68             | Locatie in de gemeente |
| BU03210140    | Rondweg                               | 0          | 95               | 94             | Locatie in de gemeente |
| BU03210151    | Doornkade                             | 10         | 40               | 37             | Locatie in de gemeente |
| BU03210152    | Het Rondeel                           | 10         | 44               | 40             | Locatie in de gemeente |
| BU03210153    | De Schaft                             | 30         | 10               | 10             | Locatie in de gemeente |
| BU03210154    | De Meerpaal                           | 60         | 75               | 75             | Locatie in de gemeente |
| BU03210155    | Rondo                                 | 0          | 20               | 20             | Locatie in de gemeente |
| BU03210161    | Weteringhoek                          | 10         | 24               | 24             | Locatie in de gemeente |
| BU03210171    | Kruisboog                             | 10         | 20               | 20             | Locatie in de gemeente |
| BU03210180    | Buitengebied                          | 330        | 831              | 769            | Locatie in de gemeente |
| BU03210201    | Tull en 't Waal                       | 440        | 79               | 77             | Locatie in de gemeente |
| BU03210202    | Molenbuurt                            | 170        | 23               | 21             | Locatie in de gemeente |
| BU03210203    | Verspreide huizen van Tull en 't Waal | 50         | 503              | 460            | Locatie in de gemeente |
| BU03210301    | Dorp 't Goy                           | 270        | 27               | 27             | Locatie in de gemeente |
| BU03210302    | 't Goyse Dorp                         | 120        | 10               | 10             | Locatie in de gemeente |
| BU03210303    | Verspreide huizen 't Goy              | 210        | 637              | 590            | Locatie in de gemeente |
| BU03210401    | Schalkwijk dorp                       | 1580       | 230              | 226            | Locatie in de gemeente |
| BU03210402    | Verspreide huizen van Schalkwijk      | 370        | 2372             | 2213           | Locatie in de gemeente |